# Strmica (Chorwacja)
Strmica – wieś w Chorwacji, w żupanii szybenicko-knińskiej, w mieście Knin. W 2011 roku liczyła 261 mieszkańców.